# Кеґуай
 Кеґуай  (ісп. Río Queguay) — річка в республіці Уругвай, ліва притока річки Уругвай.

## Географія
Річка Кеґуай починається на узвишші Кучилья-де-Кеґуай і протікає на захід через департамент Пайсанду і впадає у річку Уругвай.
Довжина — 280 км, басейн займає площу 7866 км².